# 호크스베이 유나이티드 FC
호크스베이 유나이티드 FC(Hawke's Bay United Football Club)는 뉴질랜드 네이피어에 연고를 둔 프로 축구단이였다. 가장 최근까지 뉴질랜드 풋볼 챔피언십에 소속되어 있었으며,  홈 경기장은 블루워터 스타디움을 사용 했었다.

호크스베이 유나이티드(HBU)는 2005년에 네이피어 시티 사커라는 이름으로 창단되었다. 첫 NZFC 시즌(2004–05)에서 8팀 중 5위를 기록했다. 다음 시즌에 현재의 이름로 바뀌었고 키트 색상이 혹스베이 지방  스포츠 색상으로 변경되었다. 네이피어대신 더 큰 동부 해안을 더 강조하기 위한 노력이였다.